# Max Kloss

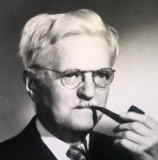
Max Kloss

Max Kloss (* 16. Mai 1873 in Dresden; † 11. August 1961 in Berlin) war Elektroingenieur und Professor für Elektrische Maschinen sowie Rektor an der Königlich Technischen Hochschule Berlin (heute TU Berlin).

## Leben
Nach dem Besuch des Königlich Humanistischen Gymnasiums in Dresden-Neustadt studierte Max Kloss bis 1897 Elektrotechnik an der Technischen Hochschule (TH) Dresden. nach Studienschluss war er zunächst bei der AEG, danach bei den Siemens-Schuckertwerken beschäftigt. 1902 wurde er an der TH Dresden zum Doktoringenieur promoviert. Im Anschluss arbeitete Kloss nochmals zweieinhalb Jahre für die AEG. Dieser Tätigkeit folgte eine über eine acht Jahre dauernde Beschäftigung bei den Siemens-Brother-Dynamo-Works in Stafford.
Kloss war vom 1. Oktober 1911 bis 1938 Ordinarius für Elektrische Maschinen in der Abteilung für Maschinen-Ingenieurwesen, Abt. III (ab 1922 umbenannt in Fakultät III für Maschinenwirtschaft, ab 1928 umbenannt in Fakultät III für Maschinenwesen, Abteilung Starkstromtechnik) der Königlich Technischen Hochschule zu Berlin (ab 1919 umbenannt in Technische Hochschule zu Berlin).
Im Studienjahr 1914/1915 wirkte Kloss als Dekan der Abteilung III für Maschinen-Ingenieurwesen, im Kriegsjahr 1916/1917 auch als Rektor der Königlich Technischen Hochschule zu Berlin (Prorektor: George Henry de Thierry). Während des 1919 war Kloss für die Deutschnationale Volkspartei (DNVP) Mitglied der Verfassunggebenden Preußischen Landesversammlung.
Nach der Emeritierung 1938 wurde er zum Ehrensenator der Technischen Hochschule zu Berlin ernannt; im Jahr 1950 wurde ihm durch die Technische Universität die akademische Würde „Ehrensenator der Technischen Universität Berlin-Charlottenburg“ verliehen.
Während seines Studiums wurde er 1893 Mitglied der Sängerschaft Erato Dresden. Später gehörte er dem Verein Deutscher Ingenieure (VDI) und dem Berliner Bezirksverein des VDI an. 1936 saß er dem VDI-Bezirksverein Berlin vor. Dieser ernannte ihn 1942 zum Ehrenmitglied.

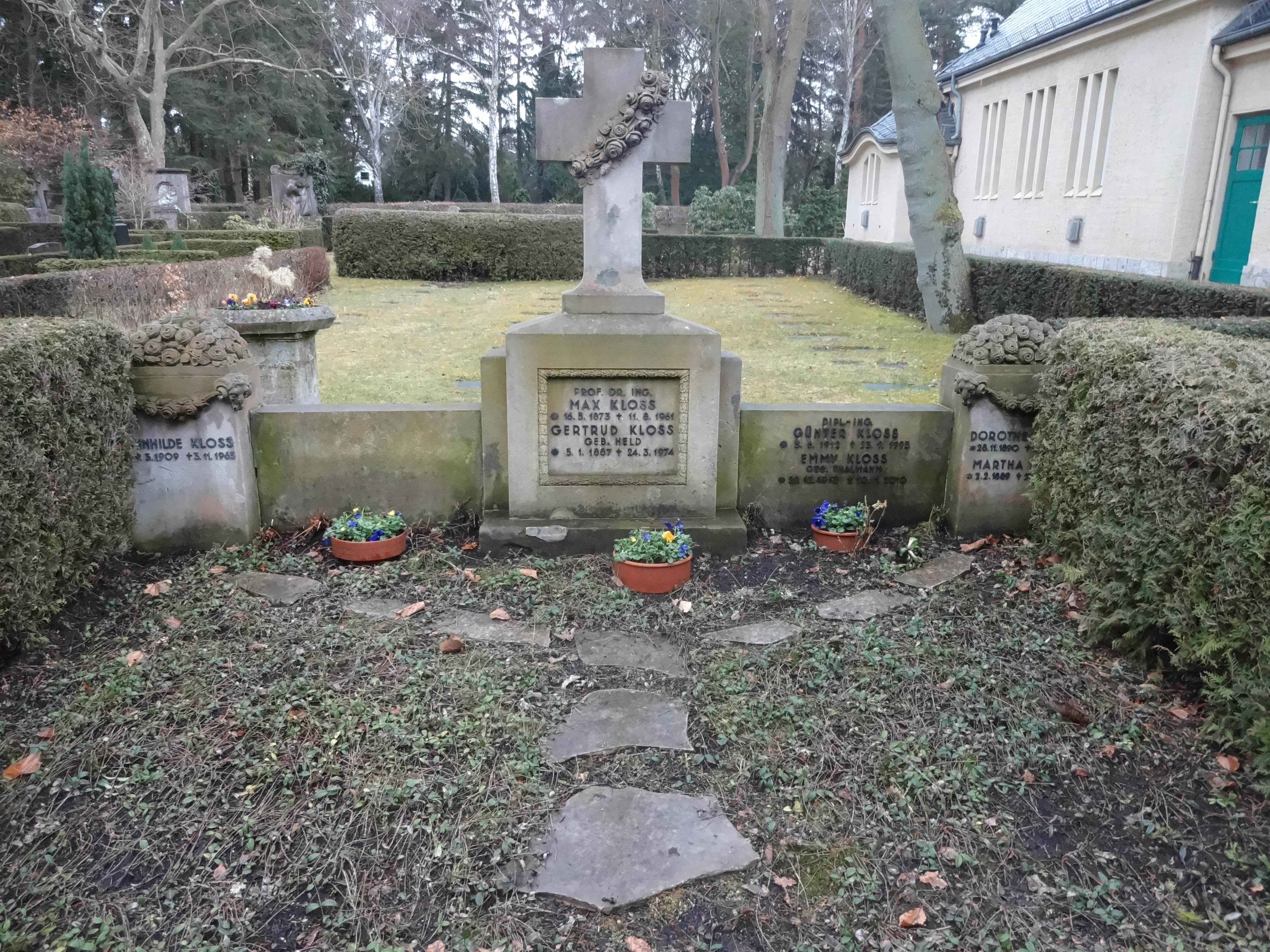
Grabstätte

Sein Grab befindet sich auf dem Evangelischen Kirchhof Nikolassee.

## Schriften
- Max Kloss: Analytisch-graphisches Verfahren zur Bestimmung der Durchbiegung zwei- und dreifach gestützter Träger. Mit besonderer Berücksichtigung von Drehstrommotorenwellen. Polytechnische Buchhandlung A. Seydel, Berlin 1902 (Von der Technischen Hochschule Dresden zur Erlangung der Würde eines Doktor-Ingenieurs genehmigte Dissertation).
- Max Kloss: Analytisch-graphisches Verfahren zur Bestimmung der Durchbiegung zwei- und dreifach gestützter Träger. In: Polytechnisches Journal. 318, 1903, S. 145–149.
- Max Kloss: Analytisch-graphisches Verfahren zur Bestimmung der Durchbiegung zwei- und dreifach gestützter Träger (Fortsetzung von S. 149 des Bandes). In: Polytechnisches Journal. 318, 1903, S. 204–206.
- Max Kloss: Analytisch-graphisches Verfahren zur Bestimmung der Durchbiegung zwei- und dreifach gestützter Träger (Fortsetzung von S. 206 des Bandes). In: Polytechnisches Journal. 318, 1903, S. 214–216.
- Max Kloss: Analytisch-graphisches Verfahren zur Bestimmung der Durchbiegung zwei- und dreifach gestützter Träger (Fortsetzung von S. 216 des Bandes). In: Polytechnisches Journal. 318, 1903, S. 235–239.
- Max Kloss: Analytisch-graphisches Verfahren zur Bestimmung der Durchbiegung zwei- und dreifach gestützter Träger (Schluss von S. 239 des Bandes). In: Polytechnisches Journal. 318, 1903, S. 245–247.